# Myiopharus securis
Myiopharus securis är en tvåvingeart som beskrevs av Henry J. Reinhard 1945. Myiopharus securis ingår i släktet Myiopharus och familjen parasitflugor.
Artens utbredningsområde är Texas. Inga underarter finns listade i Catalogue of Life.